# Lübeck-Travemünde F4
Lübeck-Travemünde F4 – niemiecki wodnosamolot patrolowy z okresu I wojny światowej budowany od 1917 roku w niemieckich zakładach Lübeck-Travemünde.

## Historia
W 1917 roku w zakładach Lübeck-Travemünde, które zajmowały się produkcją łodzi i innego sprzętu dla niemieckiej marynarki wojennej, rozpoczęto produkcję wodnosamolotów patrolowych, które budowane były w małych seriach.
Pierwszym z tych samolotów był dwumiejscowy wodnosamolot patrolowy, który został oznaczony jako F1. Był on zbudowany w układzie dwupłata, miał podwozie pływakowe i napędzany był silnikiem rzędowym Mercedes o mocy 160 KM (118 kW). Wyprodukowano 3 egzemplarze tego wodnosamolotu. Samoloty te zostały wykorzystane do przeprowadzenia na nich prób w locie.
Na podstawie doświadczeń z eksploatacji wodnosamolotu F1 rozpoczęto produkcję kolejnego wodnosamolotu oznaczonego jako F2. Był to również wodnosamolot dwupłatowy i był napędzany silnikiem rzędowym Mercedes o mocy 220 KM (162 kW). W porównaniu do swojego poprzednika miał nieco mniejsze wymiary, charakteryzował się lepszą zwrotnością i osiągami. W latach 1917–1918 zbudowano 17 wodnosamolotów F2.
Pod koniec 1917 zbudowano kolejny wodnosamolot oznaczony jako F4. Jego konstrukcję oparto na wodnosamolocie F2. Był on tylko bardziej dopracowany aerodynamicznie i wytrzymalszy.
Do końca I wojny światowej wyprodukowano ogółem 34 wodnosamoloty Lübeck-Travemünde F4.

## Użycie w lotnictwie
Podczas I wojny światowej samoloty Lübeck-Travemünde F4 były wykorzystywane w lotnictwie niemieckim do lotów patrolowych nad Morzem Północnym i Bałtykiem oraz na przyległych do tych mórz terenach lądowych.

## Użycie w lotnictwie polskim
Po utworzeniu w lipcu 1920 roku w Pucku Bazy Lotnictwa Morskiego, w prywatnej firmie w Gdańsku zakupiono w sierpniu 1920 roku 4 wodnosamoloty, w tym jeden wodnosamolot Lübeck-Travemünde F4, który otrzymał numer 7.
Samolot ten był używany do lotów patrolowych nad morzem, do szkolenia załóg w rozpoznawaniu okrętów i w bombardowaniu. Bombardowania te wykonywano bombami o masie 12,5 kg, które zrzucał ręcznie obserwator wychylając się z kabiny samolotu.
W dniu 15 sierpnia 1922 podczas pokazów lotniczych w Pucku na skutek nieostrożności urzędnika wojskowego pełniącego rolę obserwatora, upuścił on bombę 12,5 kg w tłum, na skutek czego 47 osób zostało poszkodowanych (wojskowych i cywilnych), z tego 13 zmarło (wypadek na pokazach lotniczych w Pucku).
W dniu 21 sierpnia 1924 roku podczas lotu patrolowego doszło do pożaru silnika, w trakcie przymusowego wodowania w rejonie Oksywia doszło do katastrofy; pilot chorąży Andrzej Zubrzycki utonął. Wtedy też wodnosamolot Lübeck-Travemünde F4 uległ uszkodzeniu, po czym został skasowany.

## Opis konstrukcji
Samolot Lübeck-Travemünde F4 był ciężkim dwumiejscowym wodnosamolotem patrolowym, dwupłatem o konstrukcji mieszanej. Podwozie pływakowe – stałe.
W kadłubie o konstrukcji kratownicowej umieszczono z przodu silnik rzędowy chłodzony cieczą w chłodnicy zamontowanej pośrodku górnego płata. Za silnikiem znajdował się zbiornik paliwa. Dalej kolejno dwie odkryte kabiny – pierwsza pilota, druga obserwatora. Kabina pilota z przodu osłonięta była wiatrochronem. Na końcu kadłuba przytwierdzono usterzenie klasyczne o konstrukcji drewnianej, kryte płótnem. Pokrycie kadłuba stanowiła sklejka. Płaty były dwudźwigarowe drewniane o kształcie prostokątnym, kryte były płótnem. Lotki znajdowały się na obu płatach. Komora płatów była usztywniona trzema parami słupków oraz cięgami stalowymi. Pływaki o konstrukcji drewnianej przymocowane były za pomocą rur stalowych do płata dolnego i kadłuba.
Uzbrojenie:
- 1 karabin maszynowy Parabellum kal. 7,92 mm – ruchomy, na obrotnicy obsługiwany przez obserwatora